# Livestrong
Livestrong är en stiftelse grundad 1997 av den tidigare tävlingscyklisten Lance Armstrong. Målet är att samla in pengar till cancerforskning.